# بيوك جكمجة

بيوك چکمجه ضمن إسطنبول.

بيوك چکمجه (بالتركية: Büyükçekmece)‏ وتُنطق «بويوك تشكمجي». هي إحدى أحياء مدينة إسطنبول وتقع في الشطر الأوربي من المدينة. يقدر عدد سكانها بنحو 683 ألف.

## الثقافة

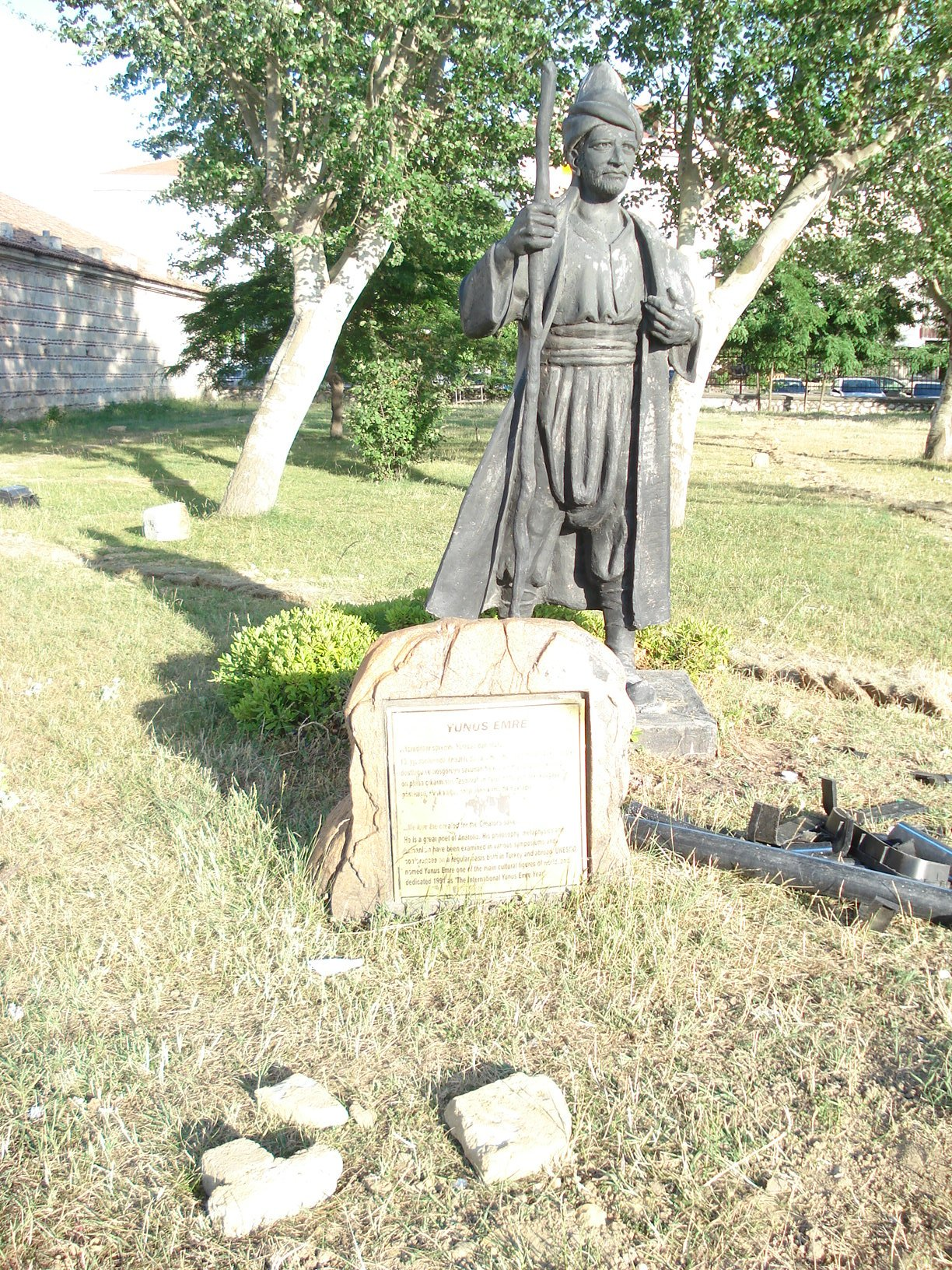
تمثال ليونس إيمري في ضاحية بويوك تشكمجي ، باسطنبول.

- جامع صقللي محمد باشا (بالتركية: Sokullu Mehmet Paşa Camii) الذي بناه في بويوك تشكمجي (هناك مساجد أخرى بناها في أماكن أخرى وتحمل اسمه).
- جسر السلطان سليمان القانوني في بويوك تشكمجي، الذي بناه المهندس المعماري العثماني الأشهر: معمار سنان.
- النافورة (عين ماء) التي بناها السلطان سليمان القانوني في بويوك تشكمجي، وقام بانشائها المعماري المعروف «معمار سنان» عام 1566م.
- تمثال يونس إيمري (بالتركية: Yunus Emre) في بويوك تشكمجي، وهو الشاعر والمتصوّف التركي الذي ترك أثرا كبيرا في الأدب التركي؛ إذ أنه أحد أوائل الشعراء المعروفين الذين تتألف أعمالهم من اللغة التركية المستخدمة في عصره ومنطقته بدلا من استخدام اللغة الفارسية أو اللغة العربية.

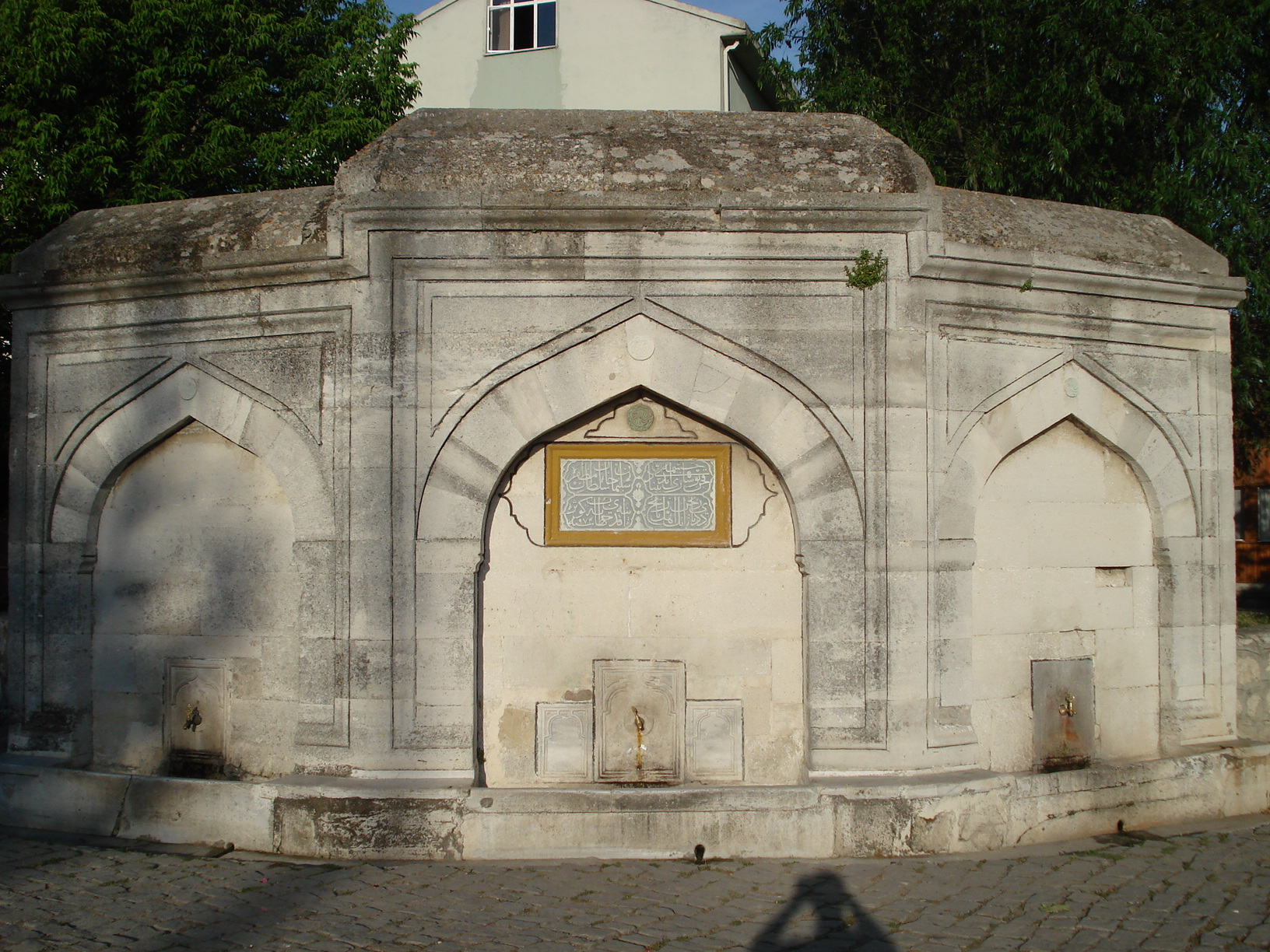
النافورة التاريخية للسلطان سليمان القانوني، في بويوك تشكمجي، إسطنبول.

## توأمة
لبيوك جكمجة اتفاقيات توأمة مع:
- غلزنكيرشن

## معرض الصور

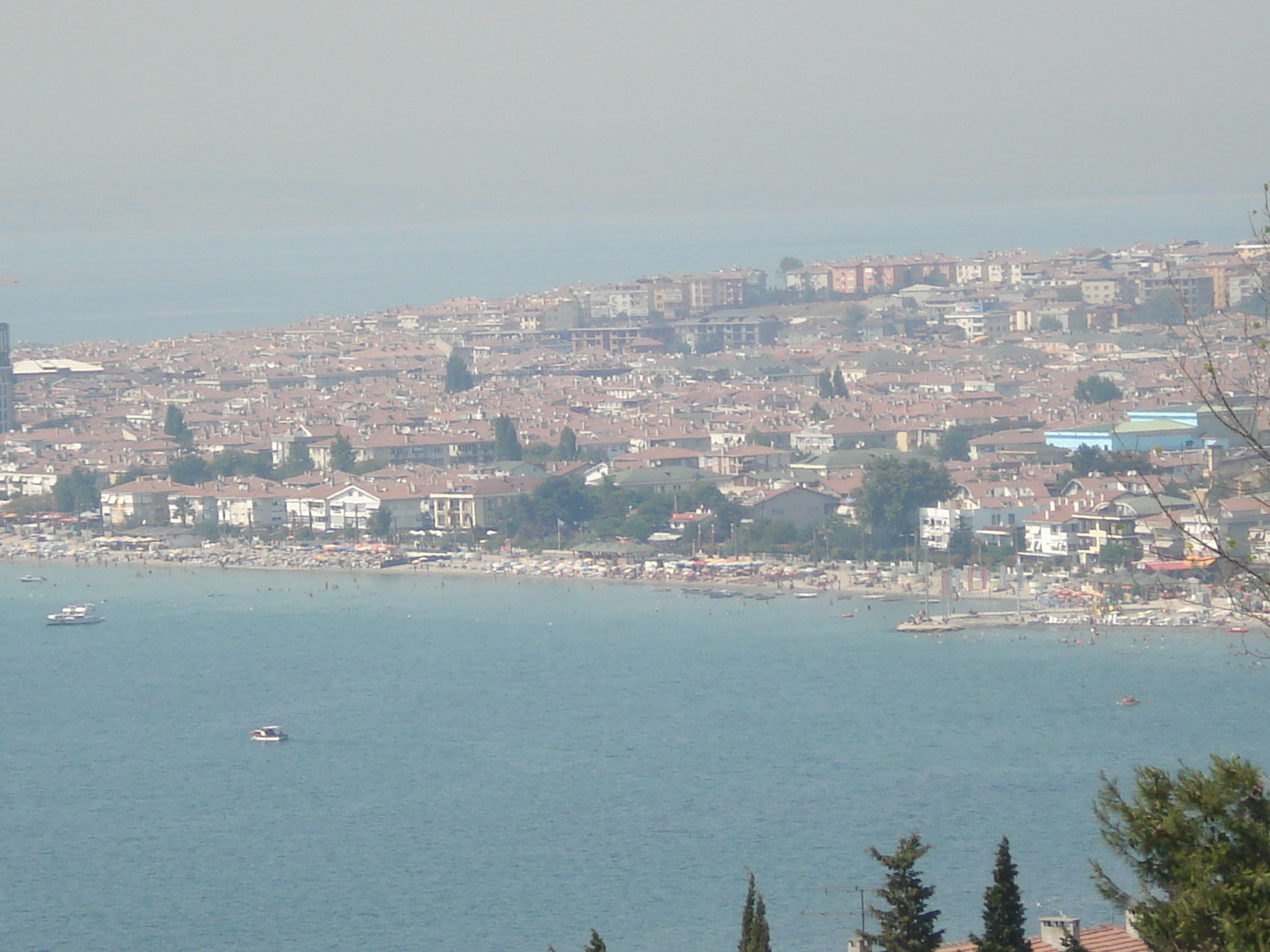
شاطئ البحر في بويوك تشكمجي.
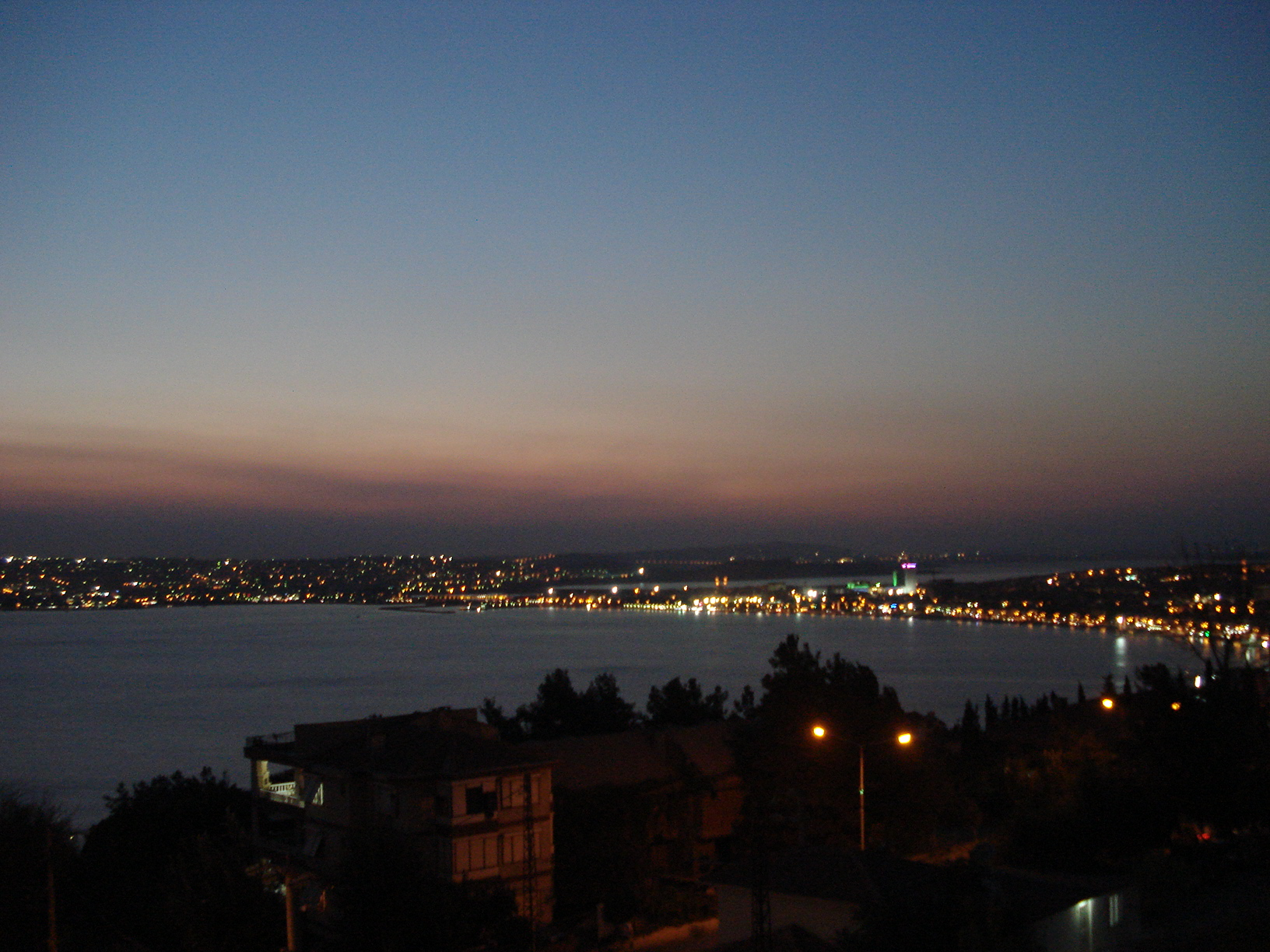
منظر عام لبويوك تشكمجي.
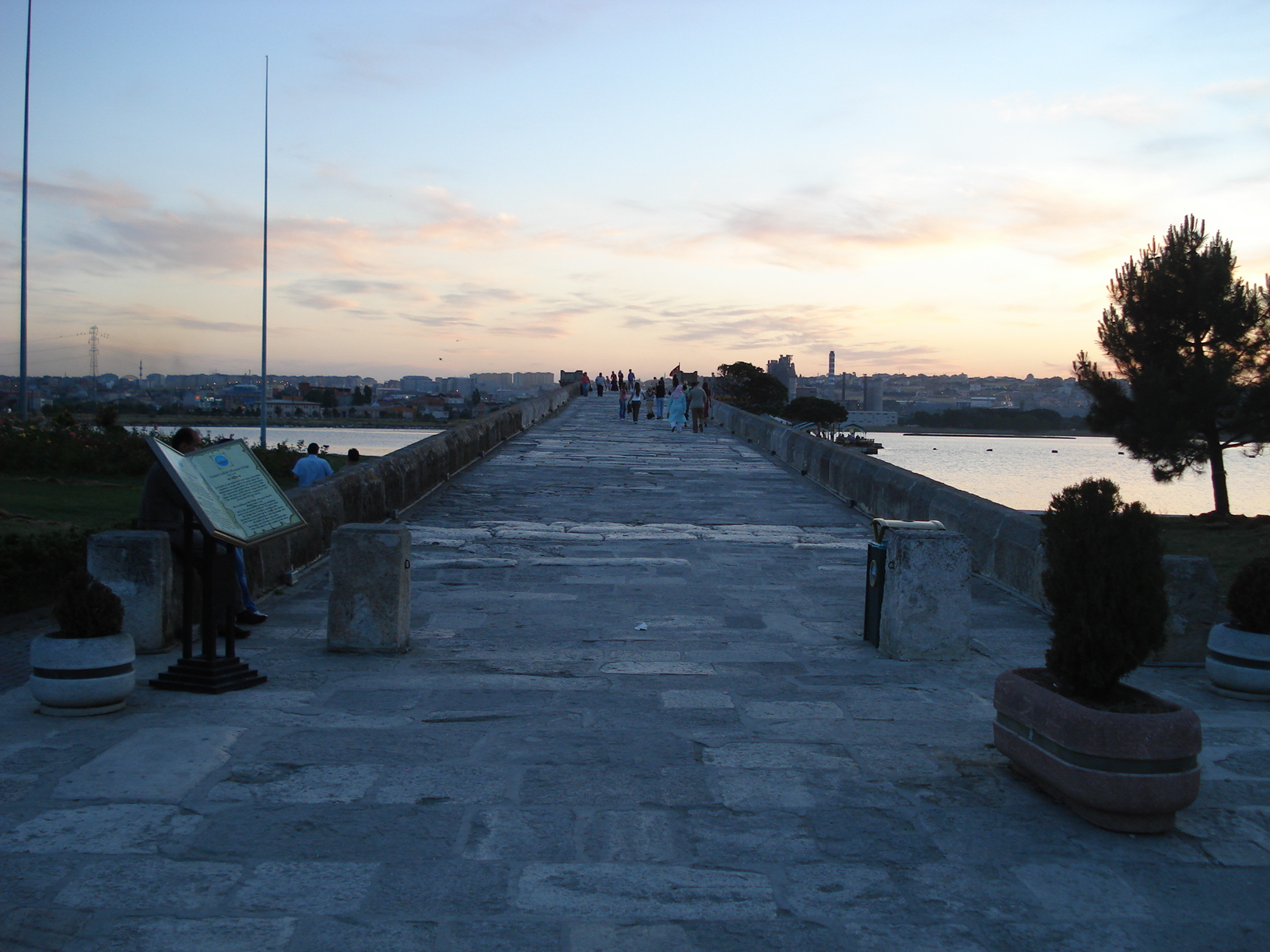
جسر السلطان سليمان القانوني (بالتركية: Kanuni Sultan Süleyman Köprüsü)‏، الذي بناه المهندس المعماري العثماني الأشهر: معمار سنان.
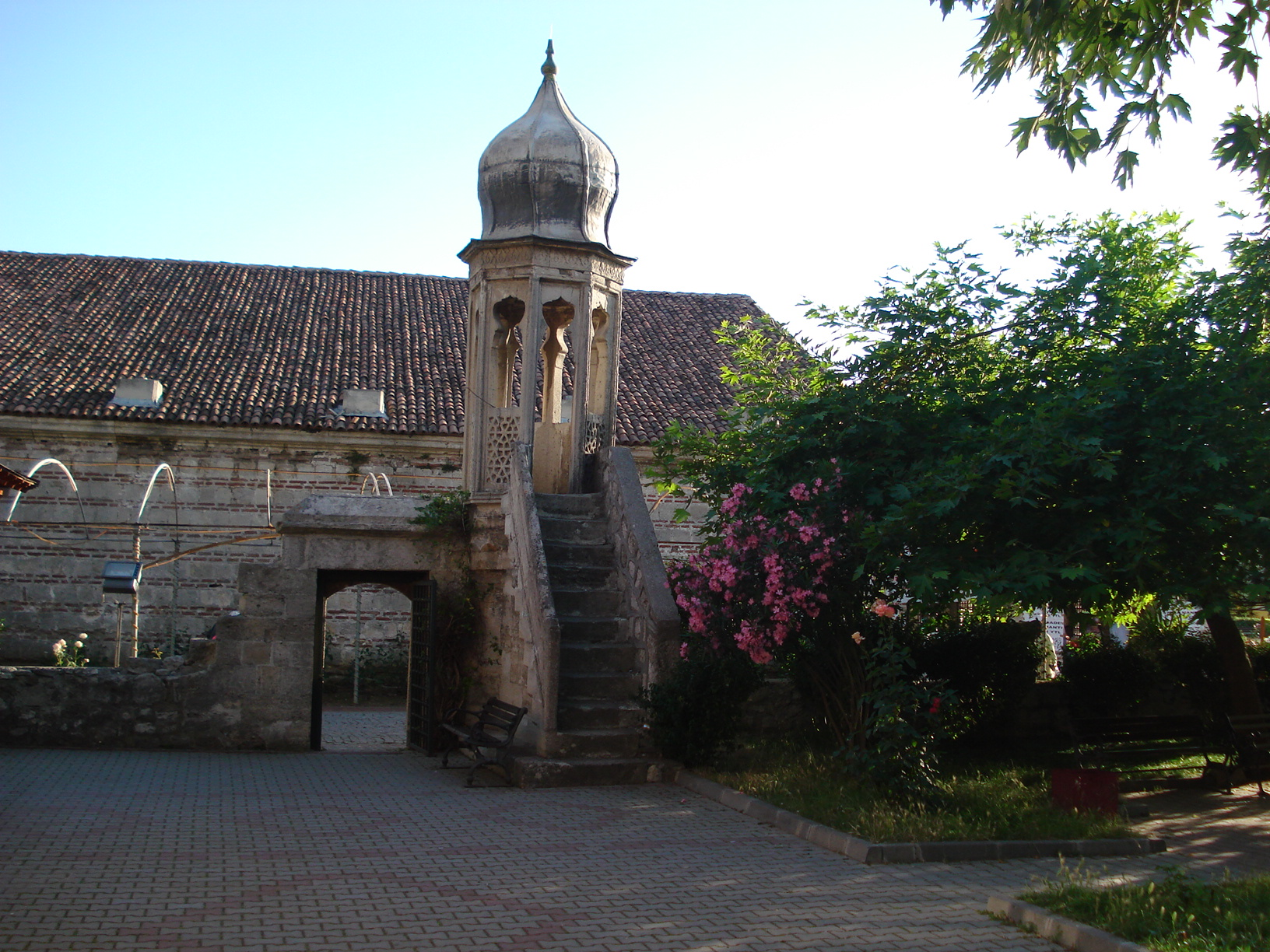
مئذنة مسجد صقللي محمد باشا (بالتركية: Sokullu Mehmet Paşa Camii)‏ في بويوك تشكمجي.

## المصدر
1. ↑  GeoNames (بالإنجليزية), 2005, QID:Q830106
2. ↑   https://web.archive.org/web/20220223074919/https://obuda.hu/blog/hirek/isztambul-buyukcekmece-kerulete-es-obuda-bekasmegyer-testvervarosi-szerzodest-irt-ala/. {{استشهاد ويب}}: |url= بحاجة لعنوان (مساعدة) والوسيط |title= غير موجود أو فارغ (من ويكي بيانات) (مساعدة)
3. ↑  السكان والبنية الديموغرافية - İstanbul Büyükşehir Belediyesi نسخة محفوظة 07 مارس 2016 على موقع واي باك مشين. [وصلة مكسورة]